# Phiala odites
Phiala odites är en fjärilsart som beskrevs av William Schaus 1893. Phiala odites ingår i släktet Phiala och familjen Eupterotidae. Inga underarter finns listade i Catalogue of Life.